# Kulteranismus

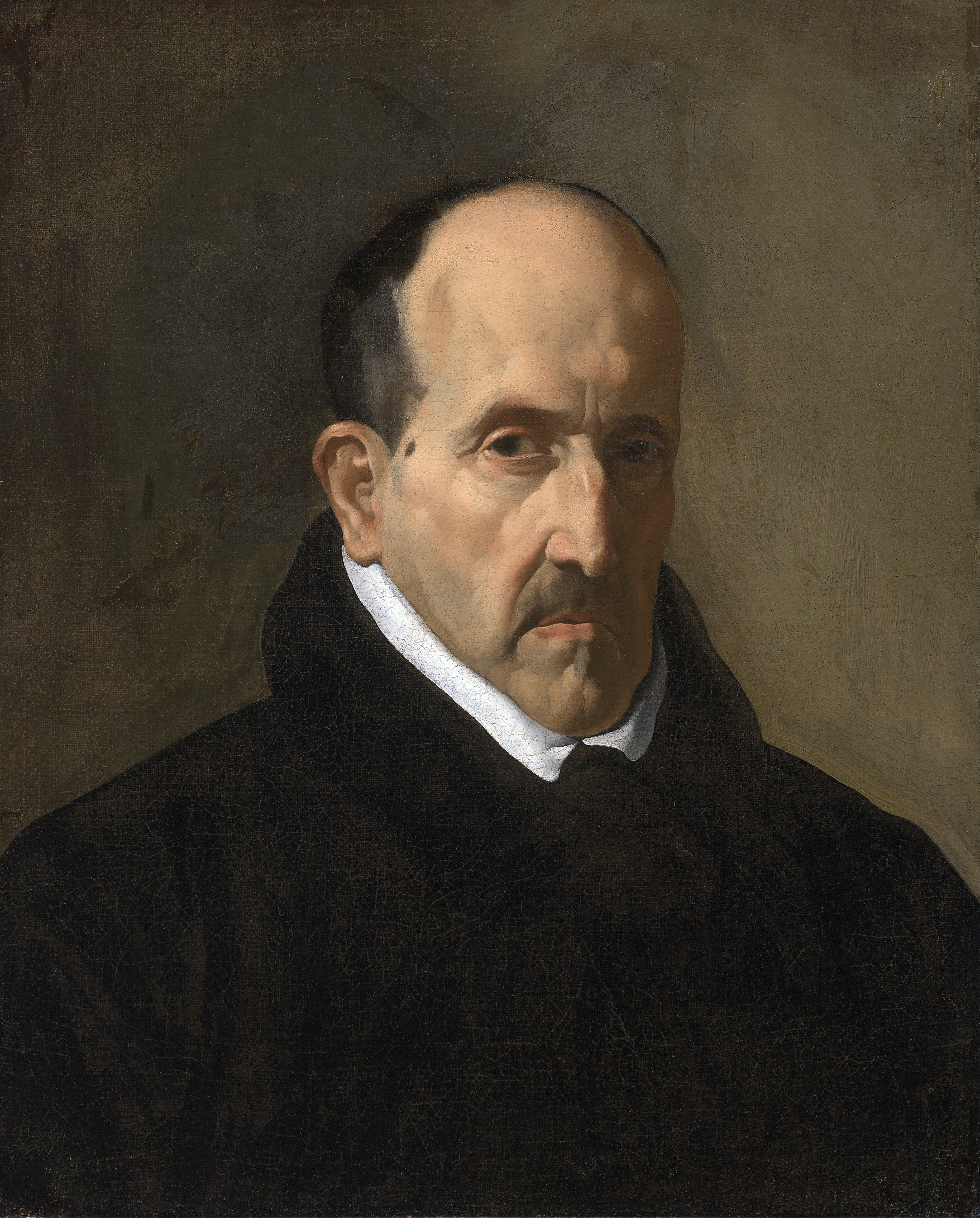
Otec kulteranismu, Luis de Góngora, jak jej namaloval Diego Velázquez

Kulteranismus (španělsky culteranismo) je směr španělské barokní literatury. Charakteristický pro tento směr je vyumělkovaný jazyk bohatý na latinismy, komplikovaná větná stavba a záplava metafor. Někdy je podle svého zakladatele Luise de Góngory nazýván gongorismus. Název kulteranismus pochází ze španělských slov "culto" (vzdělaný) a "lutheranismo" (luteránství). Takto jej pojmenovali Góngorovi odpůrci, kteří jej tím ocejchovali jako básnické kacířství. Nejvýznamnějším bojovníkem proti kulteranismu a neúnavným kritikem Góngorova díla byl Francisco de Quevedo, který reprezentoval směr španělské barokní literatury zvaný konceptismus. 